# Profylakse
Profylakse (græsk: προφυλάσσω, "at bevogte på forhånd") er et medicinsk fagudtryk, der til daglig kaldes forebyggelse.
I lægevidenskabelige sammenhænge bruges betegnelsen profylakse til at beskrive diverse foranstaltninger (profylaktika), som enten skal forebygge bestemte sygdomme eller forhindre, at bestemte sygdomme opstår, forværres, spredes eller vender tilbage efter en endt behandling. Endvidere kan begrebet profylakse bruges om lægemidler, der gives forebyggende (profylaktisk).
Begrebet forebyggelse (sygdomsforebyggelse) anvendes ofte i forbindelse med begrebet sundhedsfremme. I Danmark var der en periode fokus på forebyggelse af sygdomme fra myndighedernes side, hvilket bl.a. sås afspejlet i oprettelsen af det såkaldte Ministerium for Sundhed og Forebyggelse i november 2007 samt oprettelsen af Sundhedsstyrelsens Center for Forebyggelse.
Forebyggelse er ydermere en vigtig del af den akademiske disciplin folkesundhedsvidenskab, ligesom der f.eks. udbydes en sundhedsfaglig diplomuddannelse (SD) i sundhedsfremme og forebyggelse i professionshøjskoleregi.
| Sygdom | Spire Denne artikel om sygdom er en spire som bør udbygges. Du er velkommen til at hjælpe Wikipedia ved at udvide den. |

| Lægevidenskab | Spire Denne artikel om lægevidenskab er en spire som bør udbygges. Du er velkommen til at hjælpe Wikipedia ved at udvide den. |

| Sygepleje | Spire Denne artikel om sygepleje er en spire som bør udbygges. Du er velkommen til at hjælpe Wikipedia ved at udvide den. |